# Matthias Koeppel

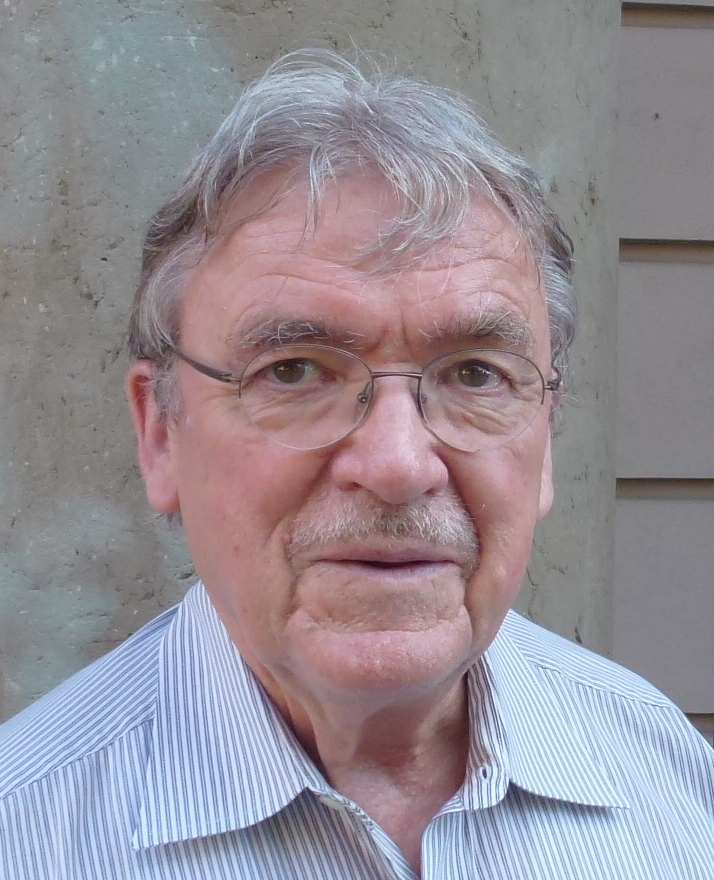
Matthias Koeppel (2014)

Matthias Koeppel (* 22. August 1937 in Hamburg) ist ein deutscher Maler und Dichter.

## Leben
Der Mitbegründer der Schule der neuen Prächtigkeit (1973) wurde einem größeren Publikum vor allem durch seine Gedichte in Starckdeutsch (Erstveröffentlichung 1976) bekannt (Selbstbezeichnung „Sprachkünstler“). Seit 1975 textet Koeppel auch für das Männer-Vokalensemble Berliner Hymnentafel.
Koeppel war von 1981 bis 2003 Professor für Freies Malen und Zeichnen an der Fakultät für Architektur der TU Berlin. In dieser Zeit unterstützte er den Ullstein Verlag, Künstler für die Buddy Bär Berlin Show zu rekrutieren. Er selbst beteiligte sich mit zwei von ihm gestalteten Bären, die später zur Unterstützung von „Kindern in Not“ versteigert wurden.
Als ordentliches Mitglied des Deutschen Künstlerbundes nahm er an mehreren großen Jahresausstellungen des DKB zwischen 1972 und 1985 teil. Im Jahr 1990 gehörte er zu den Gründungsmitgliedern des Künstlersonderbundes in Deutschland (KSB). Außerdem ist er Ehrenmitglied im Verein Berliner Künstler.
Koeppel setzt seit den 1970er Jahren die Berliner Mauer kontinuierlich ins Bild und kann als Historienmaler des Mauerfalls bezeichnet werden. In zahlreichen Arbeiten zwischen 1990 und 2008 ließ er die Nacht vom 9. zum 10. November 1989 Revue passieren.
1997 vollendete Koeppel das Triptychon Die Öffnung der Berliner Mauer für den Preußischen Landtag, Berlin.
Neben seiner Konzentration auf Berlin ist Koeppel bekannt für seine großen Himmel über Berlin, unter denen sich deutsche Zeitgeschichte vollzieht, und seinen Realismus. Seit Mitte der 2010er Jahre entwickelt er einen neuen Stil, den Neokubismus.
Als Sprachkünstler veröffentlichte Koeppel auch Schüttelreime und Sonette.

## Privates
Koeppel ist seit 1995 mit der koreanisch-deutschen Malerin Youn-Sook Hong, gen. Sooki verheiratet. Sie haben eine gemeinsame Tochter Mi-Youn Mathilde. Matthias Koeppel ist ein Cousin des Komponisten Peter Ronnefeld.

## Veröffentlichungen
- Jenseits von Duden: Ein interaktives Wörterbuch der neuschwachhochdeutschen Sprache. Libelli-Ars, Fuldatal 2003, ISBN 3-936744-06-8.
- Um die Wurst. Sonette zur Lage. Tenzone & Coda. Wohlleben, Hamburg 2006, ISBN 3-88159-066-8 (mit Klaus M. Rarisch).
- Gemalt auf Spiekeroog. Edition Walfisch, Bremen 2007, ISBN 978-3-938737-20-0.
- Schüttelreime – Rüttelscheime. Gezeichnet, gefunden und erfunden von Matthias Koeppel. B & S Siebenhaar, Berlin / Kassel 2012, ISBN 978-3-943132-12-0.
- Jörg Deuter (Hrsg.): Festschrift für Matthias Koeppel zum 85. Geburtstag. Laugwitz Verlag, Buchholz in der Nordheide 2022, ISBN 978-3-933077-66-0  (mit Erinnerungen Koeppels an Armin T. Wegner und über seine Bezüge zu Werner Heldts Malerei)

## Auszeichnungen
- 1960: Preis der Großen Berliner Kunstausstellung[11]
- 1961: Preis für Malerei der Karl-Hofer-Gesellschaft[5]
- 1969: Förderpreis der Heinrich-Zille-Gesellschaft für sozialkritische Grafik[5]
- 1998: Verdienstorden der Bundesrepublik Deutschland am Bande[12]
- 2013: Berliner Bär (B.Z.-Kulturpreis) – gemeinsam mit seiner Ehefrau
- 2014:  Verdienstorden des Landes Berlin[13]

## Ausstellungen (Auswahl)
- 1972: Prisma ’72, Rheinisches Landesmuseum Bonn, 20. Ausstellung des Deutschen Künstlerbundes[14]
- 1978/79: Berliner Realisten, Kunsthalle Rostock und Moskau[5]
- 1985: Prisma ’85, Sprengel Museum u. a., 33. Jahresausstellung des Deutschen Künstlerbundes in Hannover[15]
- 1990: Kunsthalle Wilhelmshaven (Gemälde und Zeichnungen)[5]
- 2002/03: Haus am Waldsee, Berlin: Matthias Koeppel: „Berlin ist immer im Werden…“ Malerei wird Zeitgeschichte. Werke aus drei Jahrzehnten[5]
- 2012: Jahresausstellung 2012 des Künstlersonderbundes, UferHallen, Berlin[16]
- 2014: Stiftung Stadtmuseum Berlin: Matthias Koeppel – Himmel, Berlin! 21. März – 28. September 2014, Ephraim-Palais, Berlin[5]
- 2017: Experiment und Methode, Kommunale Galerie Berlin[17]